# سبال الجابا
سبال الجابا (الاسم العلمي: Sabal japa) هو نوع نباتي يتبع جنس السبال من فصيلة الفوفلية.